# DuckTales
DuckTales (Brasil: DuckTales: Os Caçadores de Aventuras / Portugal: Patoaventuras) é uma série de animação dos estúdios da Walt Disney, produzido entre 1987 e 1990, e inspirado nas séries de quadrinhos da Disney, produzidas, na sua maior parte, por Carl Barks. É considerada a série de animação mais famosa já produzida pela Disney, pelo fato de ter sido a que teve mais episódios, no total, 100. Além da série, também foi produzido um longa-metragem, intitulado DuckTales the Movie: Treasure of the Lost Lamp, lançada em 1990, logo após terminar a série. O episódio-piloto foi transmitido nos Estados Unidos em 11 de setembro de 1987.
No Brasil, a série foi transmitida originalmente entre os anos de 1988 e 1998 pelo SBT, tendo sua pré-estreia exibida dentro do Programa Silvio Santos, e seus demais episódios na Sessão Carrossel, e depois em horários próprios (como as manhãs de domingo) ou dentro de alguns programas infantis da emissora, como Sessão Desenho, Show Maravilha, Mariane, Casa da Angélica, Bom Dia e Cia e Sábado Animado, com a dublagem feita na Herbert Richers para a televisão, dublagem pela qual a série se tornou mais conhecida no país. A partir de 13 de abril de 2009, a série animada voltou a ser transmitida na Rede Globo, no programa infantil TV Globinho. Também foi apresentado nos canais pagos Disney Weekend e Disney XD.
Em Portugal, estreou em 1988, no Clube Amigos Disney (RTP), na versão original, com legendas. Em 1991, voltou a repetir no Clube Disney (Canal 1), na versão original, com legendas. De 2002 a 2005, passou no Disney Channel, mas dublada. De 2008 a 2011, passou no Disney Cinemagic. Em 2009, também passou no espaço Disney Kids (SIC), com a mesma dublagem do Disney Channel. Em 2011 e 2012, voltou a transmitir no Disney Channel.
Em 25 de fevereiro de 2015, o Disney XD anunciou que iria lançar um reboot que estreou no dia 12 de agosto de 2017.